# Isaac Hernández
Isaac Eleazar Hernández Fernández (Guadalajara, Jalisco; 30 de abril de 1990) es un bailarín profesional de ballet y actor mexicano que ha sido reconocido internacionalmente con el máximo galardón de su disciplina, el Benois de la Danse, que otorga la Asociación Internacional de la Danza de Moscú al mejor bailarín del mundo en 2018. Es el bailarín principal del Ballet Nacional Inglés (English National Ballet).

## Biografía
Isaac Hernández nació en Guadalajara, México. Proviene de una familia humilde, hijo de dos bailarines de ballet. Recibió educación en su hogar junto con sus diez hermanos, a los ocho años aprendió a bailar en el patio trasero de su casa, con su padre como maestro. Uno de sus hermanos, Esteban Hernández, es bailarín principal del Ballet de San Francisco.
Con una beca continuó su formación en The Rock School for Dance Education en Filadelfia.

## Danza
Comenzó profesionalmente en la compañía junior del American Ballet Theatre II. En 2008, se unió al cuerpo de Ballet de San Francisco fue ascendido a solista en 2010. Luego integró las compañía del Ballet Nacional de los Países Bajos, Het Nationale Ballet, como solista en 2012, y fue ascendido a bailarín principal al año siguiente, permaneciendo tres años. Después de hacer una aparición especial en El lago de los cisnes con el English National Ballet, se unió a la compañía.
Clausuró la gala de ballet en los Juegos olímpicos en Sochi, Rusia, en 2014.
Desde 2015 es el primer bailarín del English National Ballet, al que ha representado en la Ópera de París siendo el primer bailarín mexicano que pisa este escenario.
En agosto de 2018 fue reconocido por el gobierno mexicano con la Medalla Bellas Artes que otorga el Instituto Nacional de Bellas Artes recibiendo el galardón de manos del presidente Enrique Peña Nieto.
En 2018 fue el primer mexicano que obtiene el Benois de la Danse, el premio al mejor bailarín, por sus interpretaciones en Don Quijote con el Ballet de la Ópera de Roma, en la que trabajó bajo la dirección artística del legendario bailarín ruso Mikhail Baryshnikov, y La Sylphide, en el Ballet Nacional de Inglaterra.
En julio de 2022 dejará el Ballet Nacional de Inglaterra para regresar como figura principal en el Ballet de San Francisco.
El 22 de marzo de 2022 hizo la presentación Expresiones: Tradición, creatividad, innovación en el Jubilee Stage de la Expo 2020 Dubái como parte del programa cultural del pabellón de México.

## Actuación
En 2020 comenzó en el mundo de la interpretación como protagonista del largometraje «El rey de todo el mundo» con la dirección del español Carlos Saura, y continuó de la mano de Manolo Caro en la miniserie de Netflix Alguien tiene que morir, donde interpreta a Lázaro, un bailarín mexicano que acompaña a Gabino (Alejandro Speitzer) a España.
En 2022 fue el jurado del programa Mira quien Baila junto con Paulina Rubio y Roselyn Sanchez

## Actividades culturales

### Despertares Impulsa
Hasta 2019 junto con su familia creó una plataforma cultural para impulsar las industrias creativas en México organizando un evento en Guadalajara de duración de una semana. Permite profesionalizar y posicionar a las industrias creativas mexicanas en el ámbito internacional, y al mismo tiempo ofrecer oportunidades de formación artística a jóvenes a través de conferencias, talleres y clases magistrales gratuitas relacionadas con ballet, danza contemporánea, arte urbano, animación digital y stop motion. Durante el evento se lleva a cabo la selección de bailarines que obtendrán becas de capacitación en el extranjero a través de los aportes de patrocinantes que asocian su marca con la trayectoria de Hernández.

### Gala Despertares
Desde 2014 y 2019 desarrolló en México la producción titulada Despertares, que organiza una gala para todo público con bailarines internacionales de renombre ofreciendo un espectáculo multidisciplinario donde se presentan las becas Despertares impulsa - Industrias creativas en México, creadas por Hernández y apoyadas por diversos patrocinadores para ayudar a los jóvenes a alcanzar sus sueños artísticos.

## Premios y reconocimientos
- Premio Nacional de la Juventud. (2002)
- Primer lugar en el Concurso Internacional para Estudiantes de Ballet en La Habana, Cuba. (2004).[3]
- Medalla de Oro en el Concurso Internacional de Ballet de los Estados Unidos. (2005).
- Premio Jeromme Robbins a la Excelencia Artística. (2006)
- Medalla de Bronce y premio especial del Ballet Kirov en el Concurso Internacional de Ballet de Moscú. (2005).[3]
- Embajador de arte y turismo de México. (2008) y (2011).[20]
- Premio Alexandra Radius al bailarín más destacado. (2014).[21]
- Premio Estatal a la Juventud Jalisco. (2009).[20]
- Premio Leónide Massine, mejor bailarín emergente del 2015 en el mundo. (2015).[20]
- Premio Nacional de Danza de Reino Unido, mejor bailarín masculino. (2017)[22]
- Mejor Bailarín Masculino, premio Benois de la Danse. (2018).[21]